# 黄岚
黄岚（1919年—2010年10月6日），男，直隶（今河北）唐山人，中华人民共和国政治人物，曾任民革河北省委主委，河北省政协副主席，第六、七、八届全国人大代表。